# 391 Ingeborg
391 Ingeborg é um asteroide asteroide cruzador de Marte. Ele é classificado como um asteroide tipo S com base em seu espectro. Ele possui uma magnitude absoluta de 10,8 e tem um diâmetro de 26,391 quilômetros.

## Descoberta
391 Ingeborg foi descoberto em 1 de novembro de 1894 pelo astrônomo Max Wolf. Através do Observatório Heidelberg-Königstuhl.

## Características orbitais
A órbita de 391 Ingeborg tem uma excentricidade de 0,3053857 e possui um semieixo maior de 2,3205143 UA. O seu periélio leva o mesmo a uma distância de 1,6118623 UA em relação ao Sol e seu afélio a 3,029 UA.